# Alfred Drake
Alfred Drake (7 de octubre de 1914 - 25 de julio de 1992) fue un actor y cantante estadounidense. 

## Biografía
Su verdadero nombre era Alfred Capurro, y nació en la ciudad de Nueva York. Sus padres eran emigrantes originarios de la ciudad italiana de Recco, en la Provincia de Génova. Drake inició su carrera en Broadway mientras estudiaba en el Brooklyn College. 
Es más recordado por sus primeros papeles en las producciones originales representadas en Broadway de musicales americanos tales como Oklahoma!, Kiss Me, Kate, y Kean, así como por los papeles de Marshall Blackstone en Babes in Arms (en la cual cantaba el tema principal) y Hajj en Kismet, por el cual recibió un Tony. También fue un prolífico intérprete de Shakespeare, sobresaliendo su interpretación de Benedick en Mucho ruido y pocas nueces, con Katharine Hepburn.
Drake fue sobre todo actor teatral y televisivo; protagonizó un largometraje,Tars and Spars, pero interpretó bastantes papeles en televisión. Su actuación teatral en 1964 como Claudio en el Hamlet de Richard Burton, fue grabada en el Lunt-Fontanne Theatre, usando un proceso llamado Electronovision, y estrenada en algunos cines. Hoy en día puede reconocérsele como el presidente de la Bolsa que echa a Don Ameche y Ralph Bellamy en el film de 1983 de Eddie Murphy y Dan Aykroyd Trading Places. Su última actuación teatral en un musical tuvo lugar en 1973 en la obra de Alan Jay Lerner y Frederick Loewe Gigi. Dos años más tarde brilló en una reposición de The Skin of Our Teeth.
Alfred Drake falleció en Nueva York en 1992.

## Trabajo teatral
- The Gondoliers (1935)
- The Yeomen of the Guard (1935)
- The Pirates of Penzance (1935)
- The Mikado (1935)
- White Horse Inn (1936)
- Babes in Arms (1937)
- The Two Bouquets (1938)
- One for the Money (1939)
- The Straw Hat Revue (1939)
- Two for the Show (1940)
- Como gustéis (1941)
- Oklahoma! (1943)
- Sing Out, Sweet Land (1944)
- Beggar's Holiday (1946)
- The Cradle Will Rock (1947)
- Kiss Me, Kate (1948)
- Joy to the World (1948)
- The Liar (1950)
- El rey y yo (1952)
- The Gambler (1952)
- Kismet (1953)
- Kean (1961)
- Zenda (1963)
- Lorenzo (1963)
- Hamlet (1964)
- Those That Play the Clowns (1966)
- Song of the Grasshopper (1967)
- Gigi (1973)
- The Skin of Our Teeth (1975)